# Last in Line
Pour les articles homonymes, voir The Last in Line.
Last in Line est un groupe britannique de hard rock, originaire de Belfast, en Irlande du Nord.

## Histoire

### Premiers albums (2012–2017)
Après le décès de Ronnie James Dio en 2010, Campbell lance l'idée de réunir les membres originaux de Dio pour la première fois depuis son départ du groupe en 1986. L'idée se concrétise lorsqu'il rejoint Appice, Bain et Schnell pour une jam session avec le chanteur Andrew Freeman en février 2012. En mai 2012, le groupe commence à donner des concerts sous le nom de Last in Line, d'après le deuxième album de Dio. Ils prévoient de jouer des chansons des trois premiers albums de Dio : Holy Diver, The Last in Line et Sacred Heart. Les répétitions se sont poursuivies dans les semaines suivantes avant que Campbell ne doive rejoindre Def Leppard sur leur tournée Rock of Ages 2012, qui reprend en décembre.
La première performance publique du groupe a lieu le 3 août 2013, au Slidebar à Fullerton, en Californie. Chaque chanson de Holy Diver est jouée en plus de cinq titres de The Last in Line et deux de Sacred Heart. Le concert est conçu comme un avant-goût pour une tournée de quatre dates au Royaume-Uni, commençant dans la ville natale de Campbell, Belfast, en Irlande du Nord, le 8 août et se poursuivant avec trois autres concerts en Grande-Bretagne au cours des trois jours suivants.
Le groupe continue à se produire aux États-Unis avec un concert au Vinyl, à Las Vegas le 8 octobre ainsi qu'au Ramona Mainstage en Californie le 12 octobre Ray Haller, ancien membre du groupe Sweet Savage de Campbell, remplace Bain lors de la prochaine performance du groupe au Loudpark Festival à Tokyo le 20 octobre. Au cours de l'année 2015, alors que Campbell poursuit son combat contre le lymphome de Hodgkin, et au cours d'une tournée de 100 dates avec le groupe, le groupe s'impose comme le leader du groupe. En 2015, alors que Campbell poursuit son combat contre le lymphome hodgkinien, et pendant une tournée de 100 dates avec Def Leppard en soutien à leur effort éponyme de 2015, Last in Line ne part pas en tournée, et s'attelle plutôt à terminer l'enregistrement de leur premier album Heavy Crown.
Le 17 novembre 2015, le groupe publie un clip vidéo pour son premier single Devil in Me, et annonce que son premier album, Heavy Crown, sortira le 20 février 2016. Le 24 janvier, le bassiste Jimmy Bain meurt lors de la croisière Hysteria on the High Seas de Def Leppard pour la promotion de Heavy Crown. À la suite de son décès, le groupe recrute Phil Soussan comme nouveau bassiste, initialement pour compléter les engagements de tournée du groupe, mais au cours de ces concerts, il devient évident qu'il y avait une alchimie dans le nouveau line-up et avec elle, une raison indéniable de poursuivre le groupe vers un deuxième album.

### IIetJericho(depuis 2017)
En mars 2017, Campbell confirme que le deuxième album était « en bonne voie » lors d'une interview avec Sirius XM. Il déclare que six chansons avaient été écrites, et que le deuxième album sortirait début 2018. Le groupe est prévu de le terminer cette année-là, mais cela avait été repoussé en raison des engagements existants des membres avec Def Leppard. Le bassiste de Foreigner Jeff Pilson, le producteur de l'album, annonce ensuite qu'il sortirait au cours de l'année 2019. Le titre de l'album est révélé comme II en novembre 2018. Le groupe inclut désormais le bassiste chevronné Phil Soussan pour l'enregistrement de l'album, qui sort le 22 février 2019 via Frontiers.
En janvier 2020, le groupe enregistre six titres pour former la base du nouvel album, Jericho, sorti le 31 mars 2023, via earMUSIC. « Avec Last in Line, comme nous l'avons fait avec Dio, nous avons enregistré les pistes de base en direct », déclare Campbell. « Il est important pour nous de capturer l'énergie de la syncope en jouant ensemble en temps réel, tout comme l'énergie d'un spectacle en direct. Ce disque représente le meilleur des deux mondes : l'esprit d'une performance énergique du groupe et les qualités plus réfléchies et nuancées de nos performances individuelles ».
En 2022, Last in Line sort A Day in the Life, un EP en édition limitée sur disque argenté qui reprend le  titre homonyme des Beatles. Il est produit par Phil Soussan avec chaque partie enregistrée depuis le domicile de chaque membre. Il incluait un morceau en avant-première, Hurricane Orlagh, tiré de Jericho.

## Discographie

### Albums studio
- 2016 : Heavy Crown (Frontiers Music)
- 2019 : II (Frontiers Music)
- 2023 : Jericho (Frontiers Music)

### EP
- 2022 : A Day in the Life